# Maria Helena
Maria Helena is een gemeente in de Braziliaanse deelstaat Paraná. De gemeente telt 6.115 inwoners (schatting 2009).